# Amt Gelting Bugt
Amt Gelting Bugt (tysk: Amt Geltinger Bucht) er et amt i det nordlige Tyskland, beliggende i den østlige del af Kreis Slesvig-Flensborg. Kreis Slesvig-Flensborg ligger i den nordlige del af delstaten Slesvig-Holsten. Amtets administration er beliggende i byen Stenbjergkirke og har sit navn fra Gelting Bugt.
Amtet blev oprettet den 1. januar 2008.

## Kommuner i amtet
1. Åneby (ty. Ahneby)
2. Eskeris (Esgrus)
3. Gelting
4. Hasselberg (Hasselberg)
5. Kronsgaard
6. Masholm (Maasholm)
7. Nyby (Nieby)
8. Niesgrau Niesgrau)
9. Pommerby
10. Rabøl (Rabel)
11. Ravnholt (Rabenholz)
12. Stangled (Stangheck)
13. Stenbjerg (Steinberg)
14. Stenbjergkirke (Steinbergkirche)
15. Sterup
16. Stoltebøl (Stoltebüll)